# 2,3-Dimethylpentan
2,3-Dimethylpentan ist eine chemische Verbindung aus der Gruppe der aliphatischen gesättigten Kohlenwasserstoffe. Es ist eines der Isomere des n-Heptans und besitzt an C-3 ein Chiralitätszentrum. 

## Chiralität
2,3-Dimethylpentan ist (zusammen mit 3-Methylhexan) das einfachste Alkan, welches das Phänomen der Chiralität aufweist. Am C-3-Atom sitzt ein asymmetrisches Kohlenstoffatom, dessen vier Substituenten ein Methyl-, ein Ethyl- und ein Propylrest, sowie ein H-Atom sind.
| Enantiomere von 2,3-Dimethylpentan |                                                    |                                                    |
| Name                               | (R)-2,3-Dimethylpentan                             | (S)-2,3-Dimethylpentan                             |
| Andere Namen                       | (+)-2,3-Dimethylpentan                             | (−)-2,3-Dimethylpentan                             |
| Strukturformel                     | Strukturformel von (R)- und (S)-2.3-Dimethylpentan | Strukturformel von (R)- und (S)-2.3-Dimethylpentan |
| CAS-Nummer                         | 54665-46-2                                         | 7485-45-2                                          |
| PubChem                            | 638047                                             | 22810194                                           |